# Хренов, Виктор Алексеевич
Виктор Алексеевич Хренов — советский военный, государственный и политический деятель, вице-адмирал (21.02.1969).

## Биография
Родился в 1913 году в селе Коломенское, ныне Каширский район (Воронежская область) в русской крестьянской семье.
С 1933 года — на военной службе, общественной и политической работе. В 1933—1935 годах — курсант Севастопольского Военно-Морского училища Береговой обороны ВМС РККА имени ЛКСМУ, вахтенный офицер КАУБО, участник Великой Отечественной войны, начальник отдела офицерских кадров, начальник командного отдела Северного флота, начальник штаба военно-морской базы Свинемюнде, начальник ракетно-артиллерийского факультета, начальник Ленинградского высшего военно-морского училища. Член ВКП(б) с 1939 года.
Избирался депутатом Верховного Совета РСФСР 8-го созыва.
Умер 29 декабря 1994 года в Ленинграде, похоронен на Красненьком кладбище.